# Линдън Джонсън
Линдън Бейнс Джонсън (на английски: Lyndon Baines Johnson) (27 август 1908 – 22 януари 1973), често изписван като LBJ (Ел Би Джей) е 36-ият президент на САЩ (1963 – 1969). След дълга кариера в Конгреса, Джонсън става тридесет и седмият вицепрезидент на САЩ, а през 1963 г. встъпва в президентството след убийството на президента Джон Ф. Кенеди. Той е един от основните лидери на Демократическата партия.

## Ранни години
Джонсън е роден на 27 август в бедния район Педернилс Ривър на Тексас в малка ферма. Неговите родители Самюел Ърл Джонсън и Ребека Бейнс имат още четири деца – трите сестри Ребека, Джозефа и Лусия, и брат му Сам Хюстън. Линдън Джонсън посещава обществени училища, а след това завършва Висшето училище на Джонсън Сити през 1924 г.
През 1927 г. Джонсън се записва в Северозападния щатски колеж за учители. Той се налага в училищния живот като участва в дебати, в училищната политика, става редактор на училищния вестник и завършва колежа през 1930 г. През тези години се изгражда и затвърждава силният му характер, който години по-късно му помага много в политическата кариера.

## Влизане в политиката
Малко след като завършва колежа, Джонсън започва да преподава публична реч и дебати във висше училище в Хюстън. В крайна сметка той скоро напуска тази позиция и влиза в политиката. Бащата на Джонсън изкарва пет мандата в парламента на Тексас и е близък приятел на една от изгряващите политически звезди в щата, конгресмена Сам Рейбърн. През 1931 г. участва в кампанията на щатския сенатор Уили Хопкинс за Конгреса. Хопкинс възнаграждава Джонсън като го препоръчва на конгресмена Ричард Клебърг. Той е назначен за негов административен секретар и е избран за най-младия спикър на „Малкия Конгрес“ – група, съставена от помощниците на конгресмените. Като секретар Линдън Джонсън се запознава с влиятелни хора и узнава повече за начините, по които те са достигнали позициите си, а и печели уважението им със своите способности. Приятели на Джонсън скоро започват работа в близкото обкръжение на президента Франклин Делано Рузвелт, като например тексасеца Джон Гарнър, който става вицепрезидент.
По време на своя мандат като секретар Линдън Джонсън се среща с Клаудия Алта Тейлър (известна като Лейди Бърд „Lady Bird“), която също е от Тексас. След кратък период на срещи двамата се женят на 17 ноември 1934 г., като Джонсън всъщност ѝ предлага брак едва 24 часа след като се запознава с нея. Те имат две дъщери – Линда Бърд, родена през 1944 г., и Луси, родена през 1947 г. Трябва да се отбележи, че Линдън Джонсън очевидно е обичал изключително много инициалите си – освен имената на дъщерите му, друг пример е името на кучето му Литъл Бийгъл Джонсън („Little Beagle Johnson“).
През 1935 г. той застава начело на Националната младежка асоциация в Тексас. Този пост му дава възможност да използва лостовете на властта за създаване на работни места и подобряване на образоването на младите хора, което заздравява връзките му с неговите избиратели. Той запазва тази позиция за две години и подава оставка едва след като почва кампания за Конгреса. Джонсън е известен като строг ръководител по време на цялата си кариера, като често изисква да се остава на работа след изтичане на работното време.

## Член на Конгреса
През 1937 г. Джонсън се кандидатира за Конгреса в специалните избори в Десети конгресен окръг на Тексас, в който се включва Остин и Хил Каунти. Той използва за платформа Новия курс на ФДР и е подпомогнат изключително много от съпругата си Лейди Бърд.
Президентът Рузвелт показва личен интерес към младия тексасец. Веднага след като влиза в Конгреса Джонсън е назначен веднага в Комитета по морските дела, изключително отговорна длъжност за новак. Той се посвещава на електрифицирането на отдалечените места на своя район и спомага и за други подобрения. През 1941 г. се кандидатира за място в Сената в специалните избори срещу действащия губернатор и известна личност от радиото Лий О’Даниел. Въпреки че се очаквало Джонсън да спечели, това не става поради късните резултати от изборите, белязани с изключителни фалшификации и от двете страни. По време на кампанията си той обещава, че ще се запише в армията, ако започне война. През декември 1941 г. САЩ влиза във Втората световна война.

### Военни постижения
Повечето кратки биографии на американските президенти от втората половина на 20 век включват само едно изречение за тяхната служба по време на Втората световна война. Изречението, с което Джонсън е най-известен е „Джонсън получава от генерал Дъглас Макартър „Сребърна звезда“ за проявена храброст във въздушна бойна мисия над вражеските позиции в Нова Гвинея на 9 юни.“
На 20 юни 1940 г. е представен закон в Конгреса за първия набор. На следващия ден конгресмен Джонсън е назначен в Морския резерв, което ще му даде възможност да бъде изключен от набора. Година след като Америка влиза във войната Джонсън иска от Подсекретаря на флота да бъде пратен на небойно назначение и е изпратен да инспектира морската техника в Тексас и на Тихоокеанския бряг.
През пролетта избирателите на Джонсън вече са нетърпеливи да чуят новини за неговите подвизи на бойното поле. В допълнение на това той е решен да изпълни предизборното си обещание „да се бие в окопите“, ако Америка влезе във войната, затова притиска администрацията да му намери нова длъжност, този път по-близо до военните действия. Президентът Рузвелт се нуждае от допълнителна информация за условията в Югозападния Пасифик и смята, че информацията, която получава по военен път трябва да бъде проверена от политически доверено лице. Той назначава Джонсън в екип от трима души. Наблюдателите са пратени в база на бомбардировачи, които имат за цел японска въздушна база в Нова Гвинея. Бомбардировачът, в който Джонсън лети, е засечен от японски самолети и след битка успява да се върне. Генерал Макартър награждава конгресмена и целия останал екипаж със „Сребърна звезда“ – третият по важност медал в армията. Линдън Джонсън съобщава на Рузвелт, на Военноморските сили и на Конгреса, че условията на място са плачевни. Използвайки цялата си убедителност, той настоява за отделянето на по-голямо внимание и изпращането на допълнителни 6800 войника. Подготвя програма от дванадесет точки за подобряване на цялостното състояние в региона.
Политическите врагове на Джонсън твърдят, че действията му по време на войната са тривиални, имат за цел единствено саморекламата и в крайна сметка са неуместни. Малко по-късно президентът Рузвелт нарежда всички конгресмени на военна служба да се върнат. От осем политици четирима напускат армията и се връщат, а други четирима напускат Конгреса и остават във войната. Джонсън се връща във Вашингтон и остава в Камарата на представителите до 1949 г.

## Годините в Сената
През 1948 г. Джонсън отново се кандидатира за Сената и този път печели. Изборите са изключително противоречиви. В предварителните избори на Демократическата партия участват трима кандидати, като Джонсън остава накрая да се състезава за Сената с републиканеца и бивш губернатор Куки Стивънсън. LBJ се бори изключително настойчиво и печели срещу него с 87 гласа в повече, след преброяването на милиони бюлетини. Стивънсън обжалва в съда. Има обвинения, че ръководителят на кампанията на Джонсън, Джон Конъли, е свързан с преброяването в азбучен ред на 202 бюлетини от Джим Уелс Каунти. За делото LBJ наема Ейби Фортас, за да го представлява. Той успява да убеди съдията от Върховния съд Хюго Блек да отмени съдебното разпореждане, с което се анулира победата на Джонсън.
Веднъж влязъл в Сената, Джонсън иска да получи възможно най-много власт. Той става известен с това, че е изключително успешен „ухажор“ на по-възрастните сенатори и преди всичко Ричард Ръсел, достолепният лидер на Консервативната коалиция и по някои твърдения, най-влиятелният лидер в Сената.
Джонсън е назначен в Комисията по военните въпроси и в края на 1950 г. той помага за създаването на Подкомисията за разследване на готовността. LBJ става неин председател и провежда множество разследвания относно разходите за отбраната и тяхната ефективност. Тези разследвания, предназначени за създаване на заглавия във вестниците, но почти напълно лишени от съдържание, имат за цел да се предприемат действия, които вече са извършени от администрацията на Труман. В крайна сметка брилянтната стратегия на Джонсън и стратегическото подхвърляне на информация на пресата, невероятната бързина, с която се пишат доклади, които винаги са одобрени с единодушие, му осигуряват вниманието на пресата и нацията.

### Лидер на демократите в Сената
След едва няколко години в Сената, Джонсън се оказва начело на властта. През 1953 г. той е избран от своите колеги демократи за лидер на малцинството. Така той става най-младият мъж получавал тази позиция в една от двете партии. Едно от първите му действия е да премахне системата на старшинство за получаване на назначения в комитетите, но я запазва за председателите им. През 1954 г. Джонсън е преизбран и демократите печелят повече места в Сената от републиканците и така той се превръща в лидер на мнозинството. Неговите задължения са да посочва кога да се гласуват законите и да упражнява натиск за приемането им. Той и президентът Дуайт Айзенхауер работят в разбирателство за прокарване на неговата програма.

## Вицепрезидент
Успехът на Джонсън в Сената го прави възможен кандидат на Демократическата партия за президентския пост. Той е „любимият син на Тексас“, но не печели номинацията през 1956 г. През 1960 г. LBJ получава 409 гласа на първия и единствен избор на Конвенцията на Демократическата партия, който номинира Джон Ф. Кенеди.
По време на конвенцията, Кенеди посочва Джонсън за вицепрезидент. Някои данни, станали известни по-късно, сочат, че постът му е предложен от JFK от куртоазия и не е очаквал той да приеме. Други източници твърдят, че кампанията на Кенеди отчаяно е искала да привлече Джонсън, за да спечели гласовете на Юга. През ноември дуото Кенеди/Джонсън побеждава Ричард Никсън и Хенри Лодж с малка разлика.
След изборите Джонсън е оставен без никаква власт. Кенеди и старшите му съветници рядко се консултират с тексасеца и му е отказана решаващата роля в политиката, която е имал предишния вицепрезидент – Ричард Никсън (макар че по твърдения на президента Айзенхауер, Никсън не е имал кой знае какво влияние). Кенеди назначава LBJ на номинални длъжности като председател на президентската комисия за равни възможности, което води до взаимодействие с черното и други малцинства. Джонсън извършва множество незначителни дипломатически мисии, които му дават ограничен поглед върху международните проблеми. Позволено му е да присъства на събиранията на кабинета и на тези по повод националната сигурност. Кенеди му дава право на всички президентски назначения, свързани с Тексас. Когато през април 1961 година СССР изпреварва САЩ в изстрелването на първото направено от човек космическо тяло, Кенеди възлага на Джонсън да изготви стратегия за подготовка на научен потенциал, който ще върне предимството на страната в тази област. LBJ знае, че Проектът Аполо и разширяването на НАСА са осъществими инициативи и затова отказва да се съобрази с препоръките програмата за изпращане на човек на Луната да бъде спряна.

## Президентство
Джонсън полага клетвата на президент в Еър Форс Едно  в Далас след покушението срещу Джон Ф. Кенеди на 22 ноември 1963 г. Той се заклева пред федералния съдия Сара Хюз, много близка приятелка на семейството и така става първият президент, заклет от жена.
През първата година от управлението му, Джонсън влиза в конфликт с всички – от сенаторите до съставителите на речи, които искат да продължат курса на Кенеди, но нямат желание да подкрепят новите предложение на LBJ. Той използва прословутия си чар и твърда ръка, за да се наложи. През 1964 г., по искане на президента, Конгресът приема намаление на данъците и Закон за икономическите възможности, който е свързан с Войната срещу бедността. Джонсън назначава Джери Уитингтън за първия афроамериканец, секретар на Белия дом, и назначава Джак Валенти за негов „специален съветник“.
Пример, за тежката му ръка в управлението му, е „Обработката“. Това е тактика, при която той привиква лицето, с което иска да се срещне в малка странична стая и по време на срещата придърпва стола си съвсем близко до този на госта и най-накрая лицата им се отзовават едва на няколко сантиметра едно от друго. Членове на Конгреса, от който Джонсън е искал определен начин на гласуване, определено изглеждали разтърсени след подобна среща с президента.
През изборите от 1964 г. Джонсън печели на свое собствено основание с 61 процента от гласовете и с най-голямата разлика в американската история – 15 милиона гласа. Това са последните избори, в които демократ печели с повече от 50%.
В края на краищата 1964 г. също е и годината, през която Джонсън губи от републиканеца Бари Голдуотър в щатите от дълбокия Юг – Луизиана, Алабама, Мисисипи, Джорджия и Южна Каролина – регион, който гласува за демократите от Ерата на Възстановяването. Изборите, въпреки че са успех за Демократическата партия, маркират началото на дългата трансформация на солидния демократически Юг в бастион на Републиканската партия.
Програмата на Джонсън, наречена Великото общество, включва: помощ при обучението, атакуване на болестите, здравно осигуряване за възрастните („Medicare“), градско възстановяване, разхубавяване на градовете, развитие на изостаналите региони, широкообхватна борба срещу бедността, контрол над престъпността и предотвратяване на престъпленията, премахване на пречките пред правото на гласуване. Конгресът бързо приема мерките на Джонсън, като милиони възрастни хора получават помощ, чрез добавката Medicare към Закона за социалното осигуряване.
Под ръководството на Джонсън страната прави възхитителен напредък в изследването на Космоса, което той подкрепя от самото му начало. Когато трима астронавти правят успешна обиколка на Луната през декември 1968 г., президентът ги поздравява с думите: ” Вие въведохте … всички нас, целият свят, в една нова ера …“
Въпреки всички инициативи се задават две тежки кризи през 1965 година. Въпреки започналата борба с бедността и дискриминацията, неспокойството и бунтовете в черните гета безпокоят нацията. Президентът Джонсън постоянно използва влиянието си в ограничаването на сегрегацията и прилагането на действащите закони, но бързо решение на проблемите не се очертава. Направени са няколко промени от администрацията на LBJ, за да се облекчи политическото напрежение. В отговор на движението за гражданските права, Джонсън подписва Закона от 1965 г. за имиграцията и националните служби, който драматично променя политиката на САЩ относно имиграцията.
Другата криза, която възниква е свързана с Виетнам. Въпреки опитите на Джонсън да прекрати комунистическата съпротива и да се стигне до споразумение, боевете продължават. Противоречията около войната стават изключително остри в края на март 1968 г., когато той ограничава бомбардировките над Северен Виетнам в опит да се постигне мирна договореност. По това време шокира света, когато се оттегля като кандидат за преизбиране (кандидатурата му среща силна опозиция от водещи демократи). Той казва, че се оттегля от надпреварата, за да съсредоточи всичките си усилия, спъвани дотогава от политиката, за постигане на мир.
Интелектуалният елит на САЩ винаги се отнася с предубеждение към Джонсън. За мнозина той си остава тексаски провинциалист, политик с маниери и кръгозор от местен мащаб.

### Виетнамската война
Президентът Джонсън ясно изразява неодобрението си към Виетнамската война, която той наследява от Кенеди и въпреки това значително я разширява, особено след Тонкинския инцидент (случил се три седмици след като Републиканския конвент от 1964 г. издига Бари Голдуотър като кандидат за президент). Въпреки че в частни разговори често изразява неудоволствието си от войната, като я нарича „кучката любовница“, едновременно с това вярва, че американците не могат да си позволят да изглеждат слаби в очите на света и това е причината за постоянната ѝ ескалация през периода 1964 г. до 1968 г., което води до хиляди убити войници. В една своя реч LBJ казва за виетнамския конфликт: „ Ако позволим да падне Виетнам, след това ще се бием в Хавай, а следващата седмица в Сан Франциско.“ – като намеква за „Теорията на доминото“ на Айзенхауер.
По същото време Джонсън се опасява, че прекаленото отделяне на внимание на Виетнам няма да позволи да се работи по неговата програми, част от „Великото общество“ и това води дотам, че макар и военните действия постоянно да ескалират никога не се стига до достатъчно високо ниво на силите, което да позволи реален напредък. Въпреки неговите желания, президентството на Джонсън започва да се доминира от Виетнамската война. Колкото повече американци – военни и цивилни – са убити, толкова повече започва да спада популярността на президента, особено след студентските протести. Джонсън обявява на 31 март 1968 г., че е наредил пълно прекратяване на „всички въздушни, морски и артилерийски бомбардировки над Северен Виетнам“, считано от 1 ноември, като основание за това сочи напредъкът на мирните разговори в Париж. В края на речта си шокира нацията като обявява, че няма да се кандидатира за нов мандат с думите „Няма да търся, няма и да приема номинация от моята партия за нов мандат като ваш президент.“

## Оттегляне, смърт и почести
Съгласно 22-рата поправка Джонсън все още има право на втори пълен мандат, тъй като е бил вицепрезидент на Кенеди по-малко от две години. Въпреки това на 31 март 1968 г. след Офанзивата Тет малката разлика при победата му в първичните избори в Ню Хампшър, влизането на Робърт Кенеди в президентската надпревара и поредният спад на общественото доверие в него, той обявява пред нацията, че няма да търси номинация за нов мандат. Като причина за това той посочва все по-голямото разделение в страната поради войната. Номинацията на Демократическата партия се печели от неговия вицепрезидент Хъбърт Хъмфри, който губи изборите през 1968 г. от Ричард Никсън.
След като напуска офиса през 1969 г. Джонсън се връща в дома си в Джонсън Сити, Тексас. През 1971 г. публикува мемоарите си „Лично мнение“. Той дарява тексаското си ранчо в завещанието си на Националния Парк Линдън Джонсън при условие, че „ ранчото следва да остане работещо, а не стерилна реликва от миналото“.
Джонсън умира на 22 януари 1973 г. от трети инфаркт в ранчото си на 64-годишна възраст. Здравето му е силно увредено от години пушене и голям стрес. На погребението му присъстват множество световни лидери. Погребан е в ранчото си в Тексас.
През 1973 г. президентът Никсън подписва закон, въз основа на който космическият център в Хюстън е наречен на негово име. Местният парламент обявява празничен ден посветен на LBJ на рождения му ден. През 1980 г. посмъртно е удостоен с „Медал на свободата“.

## Друга информация
- Линдън Б. Джонсън е бил висок 6 фута и 3,5 инча (192 см.) и е тежал 215 паунда (97,5 килограма) и е вторият по височина президент след Ейбрахам Линкълн.
- Джонсън е известен със своята пестеливост. Дори и като президент, в архивите на Белия дом е записано искането му фотограф да му направи семеен портрет безплатно, защото е твърде беден човек, живеещ от заплата до заплата и е обременен с много дългове. Истината е, че Джонсън е бил мултимилионер, но въпреки това е получавал фотографските си портрети безплатно. Журналистите в Белия дом са си правили шеги на негов гръб, като демонстративно са гасели лампите, когато в стаите не е имало никой. Години по-късно неговата секретарка разказва, че президентът е миел и подсушавал пластмасовите съдове за еднократна употреба, за да ги използва отново.
- Изглежда Джонсън е имал нужда да се демонстрира одобрение на личността му. След като произнася голяма реч за гражданските права, той се обажда на 32 души за мнение, като предварително е знаел, че всеки от тях ще я одобри в значителна степен.
- Твърди се, че Джонсън е приемал гости в ранчото си в Тексас като е карал със 150 км/час по селските пътища и е пиел уиски от картонена чаша.
- Когато Джонсън е използвал тоалетната в Белия дом, е настоявал за компания и е продължавал да обсъжда държавните дела, диктувал е писма и др. Това е един от многобройните способи за показване на превъзходство над другите.
- Той е първият президент посетил Турция.
- Робърт Кенеди никак не е харесвал Джонсън, като чувствата са били взаимни. Боб Кенеди е смятал, че LBJ е способен да изпълнява задълженията си като вицепрезидент, докато Джонсън го е наричал само ”Малкият брат на Джак“, досадното братче, което се възползва от чуждия успех.